# Togoperla fortunati
Togoperla fortunati és una espècie d'insecte plecòpter pertanyent a la família dels pèrlids.

## Descripció
- Els adults són de color marró a marró fosc i tenen el pronot marró fosc amb rugositats i les ales marró.
- Les ales anteriors dels mascles fan entre 20 i 22 mm de llargària i les de les femelles 24-26.[5]

## Distribució geogràfica
Es troba al sud-oest de la Xina (Guizhou, Fujian i Sichuan) i Indoxina.